# 데디 파이퍼
디디 파이퍼(Dedee Pfeiffer, 1964년 1월 1일 ~ )는 미국의 배우이다. 활동명은 본명 도러시 다이앤 파이퍼(Dorothy Diane Pfeiffer)의 머리글자 DD를 표기한 것이다.

## 출연 작품
- L.A. 아이 헤이트 유 (2011년) - 캐스팅 디렉터 역
- 시크릿 레이크 (2009년) - 세라 역
- 픽스 (2008년)
- 잃어버린 지구 속으로 (2008년) - 에밀리 래드퍼드 역
- 세븐틴 앤 미싱 (2007년)
- 에일리언 vs. 헌터 (2007년) - 힐러리 역
- 왕자와 거지 (2007년)
- Hoboken Hollow (2005)
- A Killer Within (2004) - 세라 역
- 블루 데몬 (2004년)
- 래디컬 잭 (2000년)
- 스카이 이즈 폴링 (2000년)
- 투 헬 앤 백 (2000년)
- 키스 그리고 죽음 (1996년)
- 업 클로즈 앤 퍼스널 (1996년)
- 데들리 패스트 (1995년)
- 샌드맨 (1993년)
- 흔들리는 유혹 2 (1993년)
- 폭풍의 라이더 (1993년)
- 폴링 다운 (1993년)
- 사랑과 배신 (1992년)
- 프로비던스 (1991년)
- 사랑의 배반 (1991년)
- 도박사 트레이시 (1991년)
- 레드 서프 (1990년)
- 튠 인 투모로우 (1990년)
- 하우스 3 (1989년)
- 암즈 (1989년)
- 야간 파티 (1987년)
- 데인저러슬리 클로즈 (1986년)
- 뱀파이어 (1986년)
- 밤의 미녀 (1985년)

### 텔레비전
- 프렌즈 (2002)
- 데드 존 (2005-06, The Dead Zone)